# كوبوفار
كوبوفار (بالمجرية: Kapuvár)‏ هي مدينة صغيرة في مقاطعة ديور-موشون-سوبرون في شمال غرب هنغاريا، بلغ عدد سكانها 10,458 نسمة حسب إحصاء 2009.

## علاقات دولية
لدى مدينة كوبوفار اتفاق توأمة مع المدن التالية :
| - دبيتسا في بولندا - يسينيك في جمهورية التشيك |

## توأمة
لكوبوفار اتفاقيات توأمة مع كل من:
- Andau [الإنجليزية]‏
- دبيتسا

## أعلام
- لاسلو سابو
- أنيت كيسفالودي
- برناديت هورفاث

## وصلات خارجية
- الموقع الرسمي
 متوفر باللغات المجرية، الألمانية، والإنجليزية